# FNN東海テレビニュース工場
『FNN東海テレビニュース工場』（エフエヌエヌとうかいテレビニュースこうじょう）は、1987年4月1日から同年9月30日まで東海テレビで放送された深夜の報道番組（『FNNニュース工場』の東海テレビタイトル差し替え、協力：中日新聞）。

## 放送時間
- 月曜日 - 金曜日 23:00 - 24:20 （JST、23:10 - 23:50まで『プロ野球ニュース』を放送）
- 土曜日 - 日曜日 23:30 - 24:40 （JST、23:45 - 24:10まで『プロ野球ニュース』を放送）